# Günter Conrad Althans

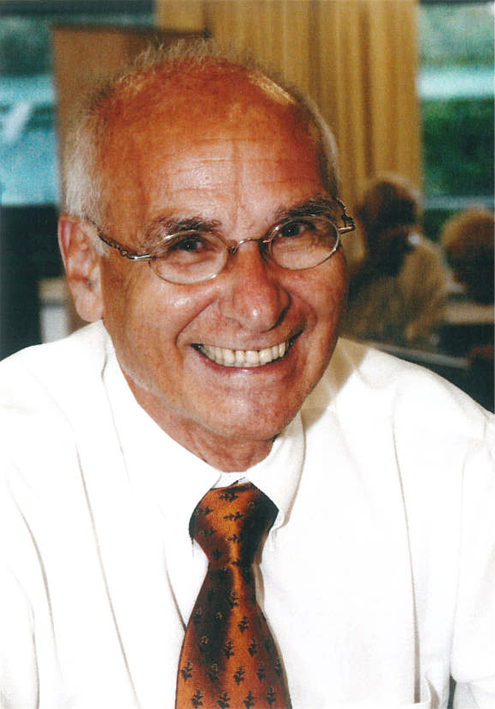
Günter Conrad Althans

Günter Conrad Althans (* 30. November 1934 in Halle) ist ein deutscher Grund-, Haupt-, Realschullehrer (Oberstudienrat) und Taubblindenpädagoge. Er studierte in Oldenburg, Bremen und Hamburg.
Althans war zuletzt von 1974 bis 2000 im Bildungszentrum für Taubblinde in Hannover tätig.

## Leben
Günter Conrad Althans ist das fünfte von sechs Kindern (fünf Schwestern) des Kaufmanns Konrad Ewald Althans (1901–1949) und Elli (geb. Fetter; 1904–1990). Von 1941 bis 1949 besuchte er die Volksschule und das Gymnasium in Halle (Saale). Im Juli 1949 beendete er die nach der Schulreform in der sowjetischen Besatzungszone „Deutsche Einheitsschule“. Ab September 1949 bis Juli 1952 war er Lehrling in der Konsumgenossenschaft Halle/Saale mit dem Ausbildungsziel Gebrauchswerber (Schaufenstergestalter und Plakatmaler). Ab September 1952 trat er als Freiwilliger in die gerade gegründete Organisation „Dienst für Deutschland“ ein. Dienstorte waren Prora (Insel Rügen) und Stalinstadt (heute: Eisenhüttenstadt). Am 6. Juni 1953 flüchtete er über Berlin aus der DDR. Bis 1958 arbeitete er als Chefdekorateur in Bremen, Füssen (Allg.) und Hannover. Von 1958 bis 1959 war Althans ehrenamtlich als Erzieher im Stephansstift in Hannover tätig. Nach bestandener Aufnahmeprüfung absolvierte er von 1960 bis 1961 an der Pädagogischen Hochschule Oldenburg eine Ausbildung zum Werkerzieher (Werklehrer). 1961 bis 1962 war Althans ehrenamtlich im Libanon als Lehrer und Erzieher tätig im Syrischen Waisenhaus in Jerusalem. 1962 bestand Althans in Bremen die Begabtensonderprüfung und wurde zum Studium für das Lehramt an Grund-, Haupt- und Realschulen zugelassen. Das 1. Staatsexamen machte er 1966 und wurde danach als „apl. Beamter“ einer kombinierten Grund- und Realschule zugewiesen. 1967 wechselte er auf eigenen Wunsch in die Sonderschule für sehbehinderte Kinder in Bremen. Nach dem 2. Staatsexamen (1970) wurde Althans Beamter auf Lebenszeit und zum Aufbaustudium an der Universität Hamburg zugelassen. 1972 beendete er das Studium zum Blinden- und Sehbehindertenpädagogen und studierte danach noch drei weitere Semester neben seinem Lehramt Gehörlosen-, Schwerhörigen- und Sprachheilpädagogik. 1974 wechselte er von Bremen nach Niedersachsen in das neu gegründete „Deutsche Taubblindenwerk“, wo er bis zum Eintritt in den Ruhestand im Jahr 2000 tätig war. 1975 wurde er zum Studienrat, 1976 zum Oberstudienrat ernannt. Seine Ehrenämter nahm er nach seiner Pensionierung weiterhin intensiv wahr. Althans ist seit 1969 mit der Dipl. Sozialpädagogin Ingrid Althans verheiratet. Bela Ewald Althans ist ein Sohn von ihm.

## Ehrenamtliche Tätigkeiten
- 1981–2009: 1. Vorsitzender des Vereins zur Förderung der Blindenbildung, gegr. 1876 (VzFB)
- 1981–2010: im Verwaltungsrat des Bundesverbandes für Blinden- und Sehbehindertenpädagogik (VBS)
- 1981–2012: Ständiges Mitglied im Ständigen Kongressausschuss des VBS
- 1981–2003: Mitglied in der Blindenmusikschriftkommission der deutschsprechenden Länder
- 1981–2003: Mitglied in der Blindenkurzschriftkommission der deutschsprechenden Länder
- 1981–2011: Geschäftsführer der Arbeitsgemeinschaft Jugendschrifttum für Blinde
- 1983–2006: Beratendes Mitglied im Bundesvorstand der AG Frühförderung blinder und sehbehinderter Kinder im VBS.

Althans ist seit 1996 gewähltes Mitglied der Christoffel-Blindenmission (CBM) und nahm von 1998 bis 2006 als Missionsrat der CBM an ehrenamtlichen Auslandstätigkeiten in Europa, Asien und Afrika teil.

## Auszeichnungen
- 2006: Bundesverdienstkreuz 1. Klasse
- Bundesverdienstkreuz am Bande
- Goldene Ehrenmedaille des Deutschen Paritätischen Wohlfahrtsverbandes (DPWV)
- Goldene Ehrennadel des Paritätischen Wohlfahrtsverbandes, Landesverband Niedersachsen
- Goldene Ehrenmedaille des Deutschen Blinden- und Sehbehindertenverbandes (DBSV)
- Ehrenmitglied des Niedersächsischen Blinden- und Sehbehindertenverbandes (BVN)
- Goldene Ehrennadel des Bundesverbandes für Blinden- und Sehbehindertenpädagogik (VBS)
- Ehrenmitglied des VBS
- Ehrenmedaille der hannoverschen Stadtteile Kirchrode, Bemerode, Wülferode

## Schriften
- Althans, Günter C./Mehls, H.: Der Beginn der Taubblindenbildung. In: blind – sehbehindert. Nr. 3/2004, 160–165
- Althans, Günter C. et al.: Der Blindenfreund – 100 Jahre: gegründet 1881, Sonderausgabe zum hundertjährigen Bestehen, Zeitschrift für das Blinden- und Sehbehindertenbildungswesen; Jg. 102 (1982)